# إليز ديسولينيرز
إليز ديسولينيرز (بالفرنسية: Élise Desaulniers) هي كاتِبة فرنسية، (ولدت في جولييت في كندا 1975  م).